# العلاقات البلغارية اللبنانية
العلاقات البلغارية اللبنانية هي العلاقات الثنائية التي تجمع بين بلغاريا ولبنان.

## مقارنة بين البلدين
هذه مقارنة عامة ومرجعية للدولتين:
| وجه المقارنة                                              | بلغاريا                                                                             | لبنان                                                                |
| --------------------------------------------------------- | ----------------------------------------------------------------------------------- | -------------------------------------------------------------------- |
| المساحة (كم2)                                             | 110.99 ألف                                                                          | 10.45 ألف                                                            |
| عدد السكان (نسمة)                                         | 7.08 مليون                                                                          | 6.10 مليون                                                           |
| الكثافة السكانية (ن./كم²)                                 | 63.79                                                                               | 583.73                                                               |
| العاصمة                                                   | صوفيا                                                                               | بيروت                                                                |
| اللغة الرسمية                                             | اللغة البلغارية                                                                     | اللغة العربية، لغة فرنسية                                            |
| العملة                                                    | ليف بلغاري                                                                          | ليرة لبنانية                                                         |
| الناتج المحلي الإجمالي (بليون دولار)                      | 56.83 مليار                                                                         | 51.84 مليار                                                          |
| الناتج المحلي الإجمالي (تعادل القوة الشرائية) بليون دولار | 130.99 مليار                                                                        | 81.54 مليار                                                          |
| الناتج المحلي الإجمالي الاسمي للفرد دولار أمريكي          | 8.03 ألف                                                                            | 8.05 ألف                                                             |
| الناتج المحلي الإجمالي للفرد دولار أمريكي                 | 17.21 ألف                                                                           | 17.46 ألف                                                            |
| مؤشر التنمية البشرية                                      | 0.782                                                                               | 0.769                                                                |
| رمز المكالمات الدولي                                      | +359                                                                                | +961                                                                 |
| رمز الإنترنت                                              | .bg، .бг ‏                                                                           | .lb                                                                  |
| المنطقة الزمنية                                           | ت ع م+02:00، ت ع م+03:00، أوروبا/صوفيا ‏، توقيت شرق أوروبا، توقيت شرق أوروبا الصيفي ‏ | ت ع م+02:00، ت ع م+03:00، توقيت شرق أوروبا، توقيت شرق أوروبا الصيفي ‏ |

## مدن متوأمة
في ما يلي قائمة باتفاقيات التوأمة بين مدن بلغارية ولبنانية:
- ترتبط صوفيا مع صيدا باتفاقية توأمة منذ 2000.

## منظمات دولية مشتركة
يشترك البلدان في عضوية مجموعة من المنظمات الدولية، منها:
| علم المنظمة | اسم المنظمة                               | تاريخ انضمام بلغاريا | تاريخ انضمام لبنان |
| ----------- | ----------------------------------------- | -------------------- | ------------------ |
|             | يونسكو                                    | 17 مايو 1956         | 4 نوفمبر 1946      |
|             | وكالة ضمان الاستثمار متعدد الأطراف        | 23 سبتمبر 1992       | 19 أكتوبر 1994     |
|             | الأمم المتحدة                             | 14 ديسمبر 1955       | 24 أكتوبر 1945     |
|             | الاتحاد البريدي العالمي                   | ?                    | ?                  |
|             | البنك الدولي للإنشاء والتعمير             | 25 سبتمبر 1990       | 14 أبريل 1947      |
|             | الاتحاد الدولي للاتصالات                  | 18 سبتمبر 1880       | 12 يناير 1924      |
|             | منظمة حظر الأسلحة الكيميائية              | ?                    | ?                  |
|             | مؤسسة التمويل الدولية                     | 22 يوليو 1991        | 28 ديسمبر 1956     |
|             | المركز الدولي لتسوية المنازعات الاستشارية | 13 مايو 2001         | 25 أبريل 2003      |
|             | منظمة الشرطة الجنائية الدولية             | ?                    | ?                  |

## أعلام
هذه قائمة لبعض الشخصيات التي تربطها علاقات بالبلدين:
- إياد حمود (24 يوليو 2001[21] – )
- بشار رحال (ممثل بلغاري، 20 أكتوبر 1974 – )
- سمير أياس (لاعب كرة قدم بلغاري، 24 ديسمبر 1990[22] – )
- قائمة اللبنانيين في بلغاريا (قائمة ويكيميديا)

## وصلات خارجية
- موقع وزارة الخارجية البلغارية